# جولي غودا
جولي ستيفان غودا (بالفرنسية: Jules Goda)‏ (مواليد 30 مايو 1989 في ياوندي) هو لاعب كرة قدم كاميروني محترف في مركز حارس المرمى. يلعب مع نادي أجاكسيو في الدوري الفرنسي الدرجة الثانية.

## روابط خارجية
- جولي غودا على موقع قاعدة بيانات كرة القدم.إي يو (الإنجليزية)
- جولي غودا على موقع ناشيونال فوتبول تيمز (الإنجليزية)
- جولي غودا على موقع Soccerway.com (الإنجليزية)
- جولي غودا على موقع AS.com (الإسبانية)